# Districte d'Albi
El Districte d'Albi és un dels dos districtes del departament francès del Tarn, a la regió d'Occitània. Té 23 cantons i 170 municipis i el cap és la prefectura d'Albi.

## Cantons
- Cantó d'Alban
- Cantó d'Albi-Centre
- Cantó d'Albi-Est
- Cantó d'Albi-Nord-Est
- Cantó d'Albi-Nord-Oest
- Cantó d'Albi-Oest
- Cantó d'Albi-Sud
- Cantó de Cadaluènh
- Cantó de Carmauç Nord
- Cantó de Carmauç Sud
- Cantó de Castèlnòu de Montmiralh
- Cantó de Còrdas d'Albigés
- Cantó de Cordes-sur-Ciel
- Cantó de Galhac
- Cantó de L'Illa d'Albigés
- Cantó de Monestièr
- Cantó de Pampalona
- Cantó de Rabastens
- Cantó de Rièlmont
- Cantó de Salvanhac
- Cantó de Valdariás
- Cantó de Valença d'Albigés
- Cantó de Vaur
- Cantó de Vilafranca d'Albigés